# Cornelio Masciadri

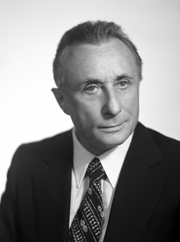
Cornelio Masciadri

Cornelio Masciadri (25 de outubro de 1923 - 2 de janeiro de 2008) foi um político italiano que serviu como prefeito de Novara (1962–1967), deputado (1968–1976) e senador (1979–1992).